# Barbasan
Barbasan (en occità Barbasan) és un municipi occità de Comenge, a Gascunya, situat al departament de l'Alta Garona i a la regió d'Occitània. L'1 de gener del 2022 tenia 507 habitants.